# Oklahoma City
Oklahoma City je město nacházející se ve stejnojmenném státě Oklahoma, v USA. Bylo založeno při příležitosti tzv. Oklahoma Land Run, kdy se v roce 1889 rozdávala volná půda v oblasti. Oklahoma City je největší město státu Oklahoma a zároveň jeho hlavním městem. Je 27. nejlidnatějším v USA, žije zde přibližně 655 tisíc obyvatel, při sčítání v roce 2010 to bylo 579 999 lidí. Nachází se zde vše, od zábavy až po průmysl.

## Historie
Město bylo založeno 22. dubna 1889. Usadilo se zde 10 000 osadníků. V dalších deseti letech se jejich počet zdvojnásobil. Stát Oklahoma vstoupil roku 1907 do unie s Guthrie jako hlavním městem, ale po krátké době získalo titul hlavního města Oklahoma City. V 70. letech se město dočkalo velkých změn. Jeho centrum bylo srovnáno se zemí, aby dalo vzniku nové tváři města. Bylo kvůli tomu zničeno mnoho cenných budov, vlastně celé historické viktoriánské jádro, které by dnes bylo významnou kulturní památkou. Ale pak přišel obrovský ropný krach, který městu zasadil velkou finanční ránu a plány se rozplynuly, historické jádro města však již bylo na vždy ztraceno. Původní plány se nikdy nezrealizovaly, v centru Oklahoma city je dodnes tzv. zelená louka – volné prostranství. Svému využití se těší teprve od počátku 21. století, kdy se toto místo začalo využívat k různým sportovním účelům (NBA – Oklahoma City Thunder) nebo kulturním akcím (promenády).

## Geografie
Oklahoma City leží podél jednoho z hlavních koridorů do Texasu a Mexika a je tři hodiny jízdy od metropolitní oblasti Dallas-Fort Worth. Rozloha města činí 1 607 kilometrů čtverečních. Město se vyznačuje
především čistým ovzduším, je to druhé nejčistší velkoměsto v USA.

## Demografie
Podle sčítání lidu z roku 2010 zde žilo 610 613 obyvatel.

### Rasové složení
- 62,7 % bílí Američané
- 15,1 % Afroameričané
- 3,5 % američtí indiáni
- 4,0 % asijští Američané
- 0,1 % pacifičtí ostrované
- 9,4 % jiná rasa
- 5,2 % dvě nebo více ras

Obyvatelé hispánského nebo latinskoamerického původu, bez ohledu na rasu, tvořili 17,2 % populace.

## Školství
Oklahoma City je domovem mnoha univerzit a kolejí. Například Oklahoma City University, Oklahoma State University nebo Oklahoma City Community College.

## Sport
V Oklahoma City sídlí basketbalový tým Oklahoma City Thunder hrající severoamerickou ligu National Basketball Association. Patří do Severozápadní divize Západní konference NBA. Pod původním názvem Seattle SuperSonics byl založen roku 1967. Od jeho přestěhování do Oklahomy (2008) nese název Oklahoma City Thunder. Tým se celkem 4x zúčastnil Finále NBA (1978, 1979, 1996 a 2012) a jednou zvítězil (1979).

## Turistické cíle
Bricktown je jednou z centrálních čtvrtí města. Je bývalou skladištní oblastí jihovýchodně od centra. Skrz tuto čtvrť teče kanál, je zde velký park a památník „běhu země“, díky kterému město vzniklo. Závratnou rychlostí se zde rozvíjí zábavní průmysl.

## Přírodní podmínky
Oklahoma City leží v tornádové oblasti, takže je ve větší míře vystavena možným přírodním katastrofám jako jsou tornáda či ničivé větry, dosahující velmi vysokých rychlostí.

## Teroristický útok
19. dubna 1995 přibližně v 9:03 ráno tamního času byl spáchán teroristický útok. Cílem útoku byla federální budova Alfreda P. Murraha v centru města, u které explodovalo pronajaté nákladní vozidlo firmy Ryder s asi 2300 kg směsi tvořené NH4NO3, nitrometanu a dieselového paliva (výbušná směs tvořila přibližně ekvivalent 1814 kg TNT) Nálož byla dálkově odpálena. Nálož rozervala všech 8 pater budovy v asi třetině jejího objemu. V místě před budovou, kde explodovala, vytvořila kráter 9 × 2,4 m. Z nosných pilířů A1-A9, B1-B9 budovy zkolabovaly zcela A3-A8 a B3, ostatní byly vážně narušeny. Současně exploze zničila 86 automobilů v okolí a na přilehlém parkovišti. 160 lidí zemřelo uvnitř budovy, 8 dalších v blízkém okolí.Tento útok si vyžádal 168 mrtvých a 853 zraněných a do 11. září 2001 to byl nejkrvavější teroristický útok na americké půdě. 

## Osobnosti města
- Ralph Ellison (1914–1994), spisovatel, romanopisec, esejista a literární kritik
- Elizabeth Warrenová (* 1949), demokratická politička, profesorka práva, od roku 2013 senátorka za stát Massachusetts
- John Michael Talbot (* 1954), římskokatolický mnich, zpěvák, skladatel, kytarista, zakladatel řádu Brothers and Sisters of Charity v sousedním Arkansasu
- Olivia Munnová (* 1980), herečka a modelka
- Huda Kattan (* 1983), vizážistka, zakladatelka značky Huda Beauty
- Blake Griffin (* 1989), profesionální basketbalista hrající v NBA

## Partnerská města
- Chaj-kchou, Čína
- Jehud-Monoson, Izrael
- Kigali, Rwanda
- Puebla, Mexiko
- Rio de Janeiro, Brazílie
- Tchaj-nan, Tchaj-wan
- Tchaj-pej, Tchaj-wan
- Uljanovsk, Rusko